# سیارک ۵۰۰۱
سیارک ۵۰۰۱ (به انگلیسی: 5001 EMP، نامگذاری:1987SB1) پنج هزار و یکمین سیارک کشف شده‌است که در ۱۹ سپتامبر ۱۹۸۷ کشف شد.
قدر مطلق سیارک برابر ۱۲٫۸۰ است.